# Futebol Clube do Porto (Porto União)
O Futebol Clube do Porto é um clube de futebol brasileiro, fundado em 9 de junho de 1999, sediado na cidade de Porto União, em Santa Catarina.
Até o ano de 2017, mandava suas partidas no estádio Municipal Antiocho Pereira na cidade vizinha, União da Vitória, no Paraná, já que sua cidade natal não dispunha de uma estrutura cabível.
A partir do ano de 2018, passou a contar com o Estádio Municipal Armando Sarti (atual nome da então Estrutura do Módulo Esportivo), situado no Bairro Santa Rosa, em Porto União.
O Porto disputou a Segunda Divisão Catarinense em 1999, mas não obteve boa campanha. Após oito anos de licença, disputou a Divisão de Acesso do Campeonato Catarinense aonde foi campeão. Em 2009, o Porto ficou em 4.º lugar no campeonato, não subindo por apenas 1 ponto, no quadrangular final (subiram Juventus de Jaraguá do Sul e Imbituba).

## Títulos
| ESTADUAIS | ESTADUAIS                        | ESTADUAIS | ESTADUAIS  |
|           | Competição                       | Títulos   | Temporadas |
|           | Campeonato Catarinense - Série C | 1         | 2008       |
| --------- | -------------------------------- | --------- | ---------- |

## Participações
|  | Participações em 2025 |

Competições Oficiais
| Competição     | Competição          | Temporadas | Melhor campanha    | Estreia | Última | P | R |
| Santa Catarina | Série B             | 10         | 4º colocado (2009) | 1999    | 2025   | – | 2 |
| Santa Catarina | Série C             | 9          | Campeão (2008)     | 2008    | 2024   | 2 |   |
| Santa Catarina | Copa Santa Catarina | 1          | 5º colocado (2013) | 2013    | 2013   |   |   |